# Patch (Kalifornia)
Patch (dawniej Weedpatch) – obszar niemunicypalny w Kern County, w Kalifornii (Stany Zjednoczone), na wysokości 128 m.